# Montpellier Paillade Basket
Le Montpellier Paillade Basket était un club de basket-ball français, disparu en 2002.
Le club a évolué parmi l'élite du basket français (N1A puis Pro A) pendant 14 saisons entre 1989 et 2002, mais n'a pu continuer l'aventure par faute de garanties financières suffisantes.

## Histoire
Créé à la suite de la fusion des clubs de l'AS Paillade et de Juvignac (sous le nom de Montpellier Paillade Juvignac), le club est repris par Louis Nicollin à l’été 1985 et devient la section basket du Montpellier Paillade Sport Club (MPSC).
En 1989, sous la pression de la municipalité, la section prend son autonomie sous l'appellation Montpellier Basket et évolue désormais en bleu et blanc.
Le club prendra ensuite l’appellation Montpellier Paillade Basket pour souligner son ancrage dans le quartier de la Paillade où se situe le Palais des sports Pierre de Coubertin.

## Palmarès
- Champion de Nationale 1B (Pro B) : 1988
- 1/4 de finalistes de Pro A (basket) : 1989, 1993, 1995, 1997

## Autour de la disparition
La disparition du Montpellier Paillade Basket est un exemple en ce qui concerne la concurrence entre club sportifs au sein d'une même cité. En effet, la municipalité de Montpellier n'a pas réussi à maintenir dans l'élite un club en proie à des difficultés financières, pendant que l'équipe de handball glanait les titres de Champions de France, et celles de volley et de football conservaient leur place dans l'élite. Sans parler des ambitions des autres sports (baseball, hockey sur glace…).
Cette disparition vient également d'un conflit d'intérêts entre la municipalité et Louis Nicollin, patron du MHSC (football), qui voulait créer un vrai club omnisports à Montpellier, ce qui n'a pu se faire. Il a donc préféré s'engager à l'époque avec le Paris Basket Racing plutôt que d'essayer de reprendre le club de la capitale du Languedoc-Roussillon.

## Effectifs

### 2000-2001
- L'équipe termine 13e de Pro A, avec 9 victoires pour 21 défaites
- Montpellier est battu en 1/16e de finale de la Coupe de France par l'ASVEL

### 2001-2002
Entraineur : Reed Monson
| Numéro | Nom                  | Né en | Taille | Nationalité | Poste            |
| 4      | Erwan Bouvier        | 1974  | 1,78m  | France      | 1 (meneur)       |
| 6      | Milan Radovanovic    | 1976  | 1,97m  | Yougoslavie | 1 (meneur)       |
| 7      | Yoran Jullians       | 1981  | 2,02m  | France      | 4 (ailier fort)  |
| 8      | Pierre-Louis Bonneau | 1981  | 1,90m  | France      | 1 (meneur)       |
| 11     | James Scott          | 1972  | 1,96m  | États-Unis  | 2 (arrière)      |
| 12     | Tony Windless        | 1969  | 1,95m  | Angleterre  | 3 (petit ailier) |
| 13     | Troy Brown           | 1971  | 2,02m  | États-Unis  | 5 (pivot)        |
| 14     | Jimmy Nébot          | 1972  | 2,03m  | France      | 5 (pivot)        |
| 15     | Anicet Kessely       | 1972  | 1,98m  | France      | 4 (ailier fort)  |

- Le 15 juillet 2002 Gérard Maurice (président) annonce la liquidation des associations professionnelle et amateur du club.

## Bilan saison par saison
| Saison    | Division | Rang                               | Coupe de France | Coupe d'Europe |
| --------- | -------- | ---------------------------------- | --------------- | -------------- |
| 1982-1983 | ?        | ?                                  | ?               | -              |
| 1983-1984 | ?        | ?                                  | ?               | -              |
| 1984-1985 | N3       | 2e (barragiste et promu)           | ?               | -              |
| 1985-1986 | N2       | ?                                  | ?               | -              |
| 1986-1987 | ?        | ?                                  | ?               | -              |
| 1987/1988 | N1B      | 1er (champion et promu)            | -               | -              |
| 1988/1989 | N1A      | 5e (1/4 finales Play-Off)          | -               | -              |
| 1989/1990 | N1A      | 15e (barragiste)                   | -               | ?              |
| 1990/1991 | N1A      | 11e (1/4 finales en Play-Off)      | -               | -              |
| 1991/1992 | N1A      | 9e (tour préliminaire en Play-Off) | -               | -              |
| 1992/1993 | NA1      | 9e (1/4 finales en Play-Off)       | -               | -              |
| 1993/1994 | Pro A    | 9e (1/8èmes finales en Play-Off)   | -               | -              |
| 1994/1995 | Pro A    | 12e (1/4 finales en Play-Off)      | -               | -              |
| 1995/1996 | Pro A    | 9e                                 | ?               | -              |
| 1996/1997 | Pro A    | 7e (1/4 finales en Play-Off)       | ?               | -              |
| 1997/1998 | Pro A    | 13e                                | ?               | -              |
| 1998/1999 | Pro A    | 16e (relégué puis repêché)         | ?               | -              |
| 1999/2000 | Pro A    | 15e (barragiste)                   | ?               | -              |
| 2000/2001 | Pro A    | 13e                                | 16èmes f.       | -              |
| 2001/2002 | Pro A    | 13e                                | ?               | -              |